# ゲンゼルンドルフ郡

ゲンゼルンドルフ郡
Bezirk Gänserndorf

ゲンゼルンドルフ郡（ゲンゼルンドルフぐん、独: Bezirk Gänserndorf）は、オーストリアのニーダーエスターライヒ州にある郡（Bezirk; 行政管区とも訳される）。郡庁所在地はゲンゼルンドルフ。

## 地勢
ゲンゼルンドルフ郡はニーダーエスターライヒ州北東部のヴァインフィアテルに位置する。東はスロバキアとの国境になっており、マルヒ川（スロバキア語名モラヴァ川）を挟んでトルナヴァ州およびブラチスラヴァ州と接し、北西はミステルバッハ郡、南西は首都ウィーン、南はブルック・アン・デア・ライタ郡と接する。

## 市町村
ゲンゼルンドルフ郡には以下の44の市町村（Gemeinde; ゲマインデ）がある。そのうちゲンゼルンドルフ・グロース＝エンツェルスドルフ・ドイッチュ＝ヴァーグラム・ツィスターズドルフ・マルヒェークが市（Stadt）に、26自治体が町（Marktgemeinde; 市場町）に指定されている。
- アーダークラー Aderklaa
- アンドラースドルフ Andlersdorf

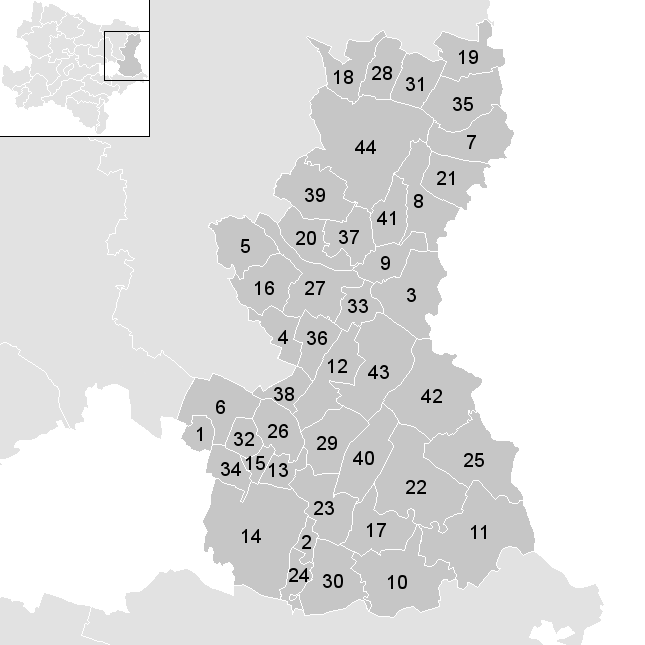
ゲンゼルンドルフ郡各自治体の位置

- アンガーン・アン・デア・マルヒ Angern an der March （町）
- アウエルスタール Auersthal （町）
- バート・ピラヴァルト Bad Pirawarth （町）
- ドイチュ＝ヴァーグラム Deutsch-Wagram （市）
- ドレージング Drösing （町）
- デュルンクルト Dürnkrut （町）
- エーベンタール Ebenthal （町）
- エッカルツアウ Eckartsau （町）
- エンゲルハルトシュテッテン Engelhartstetten （町）
- ゲンゼルンドルフ Gänserndorf （市）
- グリンツェンドルフ Glinzendorf
- グロース＝エンツァースドルフ Groß-Enzersdorf （市）
- グロース＝シュヴァインバルト Groß-Schweinbarth （町）
- グロースホーフェン Großhofen
- ハリングゼー Haringsee
- ハウスキルヒェン Hauskirchen
- ホーエナウ・アン・デア・マルヒ Hohenau an der March （町）
- ホーエンルッパースドルフ Hohenruppersdorf （町）
- イェーデンシュパイゲン Jedenspeigen （町）
- ラスゼー Lassee （町）
- レオポルツドルフ・イム・マルヒフェルデ Leopoldsdorf im Marchfelde （町）
- マンスドルフ・アン・デア・ドナウ Mannsdorf an der Donau
- マルヒェック Marchegg （市）
- マルクグラーフノイジードル Markgrafneusiedl
- マーツェン＝ラーゲンドルフ Matzen-Raggendorf （町）
- ノイジードル・アン・デア・ツァーヤ Neusiedl an der Zaya （町）
- オーバージーベンブルン Obersiebenbrunn （町）
- オルト・アン・デア・ドナウ Orth an der Donau （町）
- パルターンドルフ＝ドーバーマンスドルフ Palterndorf-Dobermannsdorf （町）
- パルバスドルフ Parbasdorf
- プロッテス Prottes （町）
- ラースドルフ Raasdorf
- リンゲルスドルフ＝ニーダーアブスドルフ Ringelsdorf-Niederabsdorf （町）
- シェーンキルヒェン＝レイヤースドルフ Schönkirchen-Reyersdorf （町）
- スパンベルク Spannberg （町）
- シュトラースホーフ・アン・デア・ノルトバーン Strasshof an der Nordbahn （町）
- ズルツ・イム・ヴァインフィアテル Sulz im Weinviertel （町）
- ウンタージーベンブルン Untersiebenbrunn
- ヴェルム＝ゲッツェンドルフ Velm-Götzendorf
- ヴァイデン・アン・デア・マルヒ Weiden an der March
- ヴァイケンドルフ Weikendorf （町）
- ツィスタースドルフ Zistersdorf （市）